# Syndrome ATR 16
Le syndrome ATR 16 ou syndrome délétion 16P est une maladie en rapport avec une délétion du bras court du chromosome 16. Cette délétion atteint les gènes HBA1 et HBA2 responsables de la thalassémie alpha.
Le phénotype comprend, outre les manifestations de l'hémoglobine H (anémie hémolytique microcytaire avec ictère, hépatomégalie, splénomégalie), une microcéphalie avec retard mental. L'atteinte du gène SOX8 expliquerait le retard mental.
Ce phénotype est semblable à la thalassémie alpha liée à l'X avec retard mental mais ces maladies sont génétiquement complètement différentes.

## Sources
- (en) Online Mendelian Inheritance in Man, OMIM (TM). Johns Hopkins University, Baltimore, MD. MIM Number:141750